# John Laurence
Pour les articles homonymes, voir Laurence.
John Laurence, nom de plume de John Laurence Pritchard, né le 25 février 1885 à Londres et mort le 23 avril 1968 à Reigate, dans le Surrey, est un auteur britannique de romans policiers.

## Biographie
Mathématicien de formation et spécialiste de l’aéronautique, il sert dans l’armée avec le grade de capitaine. Membre de la Royal Aeronautical Society, il en est le secrétaire de 1925 à 1951. Il est aussi l’éditeur du journal de cette société de 1920 à 1945.
Entre 1924 et 1938, il publie une quinzaine de romans policiers où se glissent parfois des éléments de récits d’aventures, d’espionnage ou de science-fiction. Dans The Fanshawe Court Mystery (1925), par exemple, le jeune écrivain John Martin vient au secours d’une jeune fille qu’il prend un soir sur sa motocyclette et se retrouve au beau milieu de péripéties qui accumulent fraude, complot, vengeance et meurtre. L’Auberge de la double croix (1930) est un thriller anglais d’espionnage à la Edgar Wallace. Quant à Murder in the Stratosphere (1938), son intrigue policière a pour centre un appareil aéronautique utilisant une technologie qui n’existe pas encore dans les années 1930. 
Le capitaine Pritchard a également publié sous son nom et sous son pseudonyme des ouvrages d’aéronautique et de criminologie.

## Œuvre

### Romans policiers
- The Linkram Jewels (1924)
- The Fanshawe Court Mystery (1925)
- The Perfect Alibi (1926)
- Secret of Sheen (1927) Publié en français sous le titre L’Étrange Mort de Bilsiter, traduction de Suzanne Auriol, Paris, Librairie des Champs-Élysées, coll. « Le Masque » no 53, 1930
- The Pursuing Shadow (1927)
- The Honeymoon Mystery (1929) Publié en français sous le titre Le Mystère de la lune de miel, traduction de Jeanne Fournier-Pargoire, Paris, Éditions de Montsouris, coll. « Stella » no 549, 1949
- The Double Cross Inn (1929) Publié en français sous le titre L’Auberge de la double croix, traduction de Jeanne Fournier-Pargoire, Paris, Librairie des Champs-Élysées, coll. « Le Masque » no 82, 1930
- The Mysteries of Ryeburn Manor (1930)
- Mystery Money (1930)
- Mystery from the Air (1934)
- The Great Aeroplane Mystery (1935)
- The Riddle of Wraye (1936)
- The Whiteoakes Murder (1937)
- The Gold Treasure Mystery (1938)
- Murder in the Stratosphere (1938)

### Autres ouvrages
- Broadcast Reception in Theory and Pratice (1926)
- Extraordinary Crimes (1931)
- Seaside Crimes (1931)
- The Book of the Aeroplane (1938)
- Aeronautical Conference, London, 3 rd-5th September 1947 (1948)
- Sir George Cayley: the Inventor of the Aeroplane (1961)

### Autres ouvrages signés John Laurence Pritchard
- Aeroplane Structures (1919), en collaboration avec Alfred John Sutton Pippard et L. Bairstow
- Everyday Swindles, and How to Avoid Them (1921)
- A History of Capital Punishment, with special reference to Capital Punishment in Great Britain (1932)
- Twenty-One Typed Letters Signed to the Secretary, Royal Society of Arts (1934)
- The Dawn of Aerodynamics (1957)

### Nouvelles
- The Mystery of the Sicilian Candle (1923)
- The Murder of the Egyptian Sphinx (1923)
- The Caller at Eight (1926)
- A Christmas Present (1980), publication posthume

## Sources
- Jacques Baudou et Jean-Jacques Schleret, Le Vrai Visage du Masque, vol. 1, Paris, Futuropolis, 1984, 476 p. (OCLC 311506692), p. 277.